# Janusz Cisek

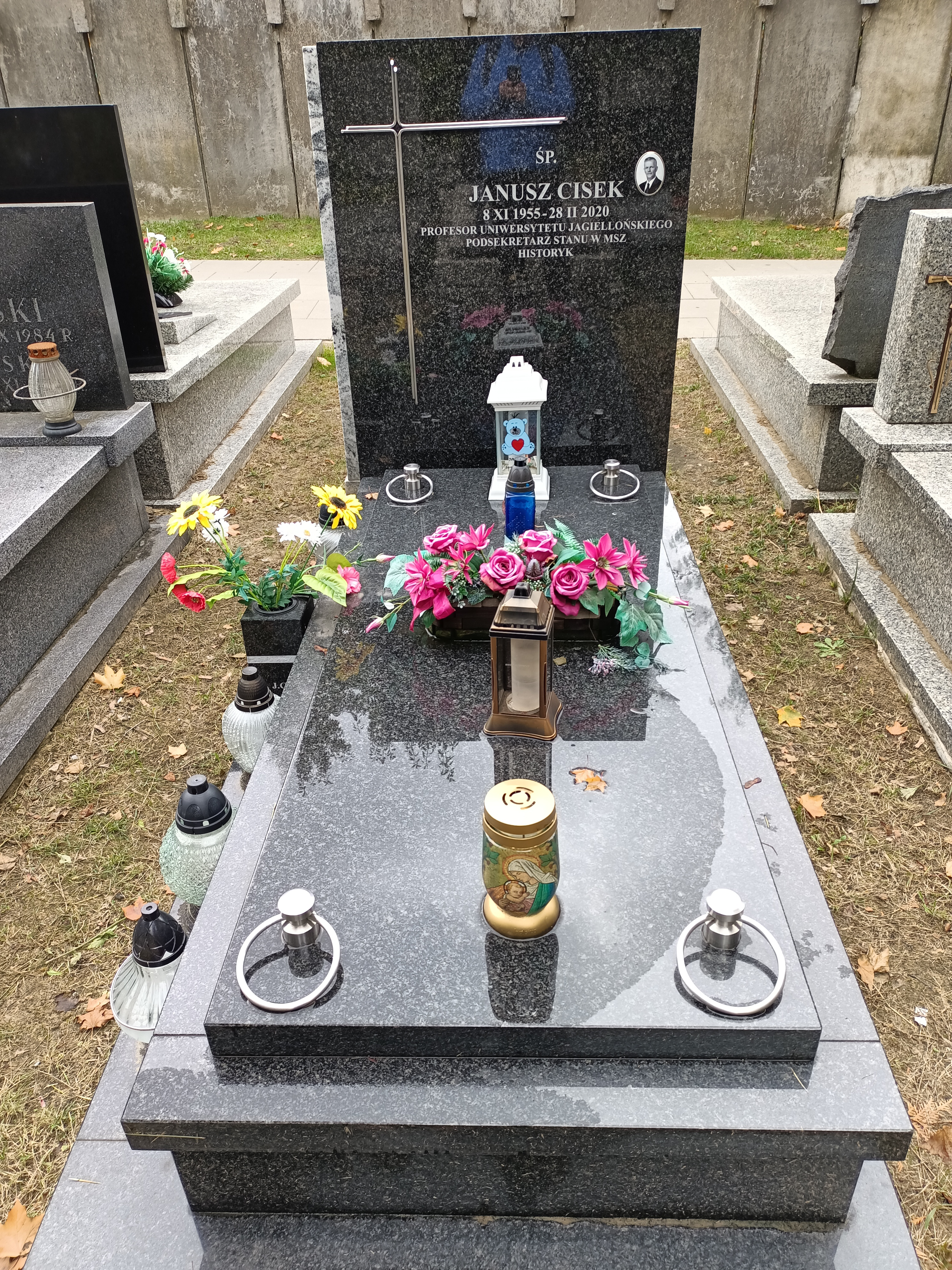
Grób Janusza Ciska na cmentarzu Wojskowym na Powązkach

Janusz Waldemar Cisek (ur. 8 listopada 1955 w Stalowej Woli, zm. 28 lutego 2020 w Piasecznie) – polski historyk, wykładowca akademicki, dyrektor Instytutu Piłsudskiego oraz Muzeum Wojska Polskiego, w latach 2012–2013 podsekretarz stanu w Ministerstwie Spraw Zagranicznych.

## Życiorys
Syn Romana i Łucji. Absolwent Liceum Ogólnokształcącego im. Komisji Edukacji Narodowej w Stalowej Woli, w 1980 ukończył historię na Uniwersytecie Jagiellońskim. W 1993 uzyskał stopień doktora nauk humanistycznych na Uniwersytecie Wrocławskim na podstawie pracy zatytułowanej Białoruskie oddziały gen. Stanisława Bułak-Bałachowicza w polityce Józefa Piłsudskiego w okresie wojny polsko-bolszewickiej (marzec-grudzień 1920 r.). W 2003 habilitował się na tej samej uczelni. W 2013 otrzymał tytuł profesora nauk humanistycznych.
Początkowo pracował w krakowskich archiwach. W 1986 wyjechał do Nowego Jorku, pracował w Instytucie Piłsudskiego, pełniąc funkcje wicedyrektora (1989–1992) i dyrektora (1992–2000) tej instytucji. Po powrocie do Polski pełnił funkcje zastępcy dyrektora departamentu w Ministerstwie Kultury (2001–2002) i wiceprezydenta Stalowej Woli (2002–2003). W 2006 objął stanowisko dyrektora Muzeum Wojska Polskiego, które pełnił do 2012. Jako wykładowca akademicki był związany z Uniwersytetem Jagiellońskim, gdzie został profesorem nadzwyczajnym w Instytucie Europeistyki. Został też komendantem głównym Związku Strzeleckiego „Strzelec” Organizacji Społeczno-Wychowawczej (2008–2012), członkiem władz Fundacji Byłych Żołnierzy Jednostek Specjalnych GROM i członkiem Polskiego Towarzystwa Naukowego na Obczyźnie.
W wyborach w 2011 bez powodzenia kandydował z ramienia PSL do Senatu. 11 czerwca 2012 powołany na podsekretarza stanu w Ministerstwie Spraw Zagranicznych. 24 kwietnia 2013 został odwołany ze stanowiska po złożeniu rezygnacji, którą motywował względami zdrowotnymi – koniecznością przejścia chemioterapii w związku z białaczką.
Pochowany na cmentarzu Wojskowym na Powązkach w Warszawie (kwatera B40 dod./1/14).

## Odznaczenia i wyróżnienia
- Krzyż Oficerski Orderu Odrodzenia Polski (2009)[11]
- Nagroda Krakowska Książka Miesiąca za publikację Józef Piłsudski w Krakowie (za styczeń 2004)[12]

## Wybrane publikacje
- Kalendarium życia Józefa Piłsudskiego 1867–1935 (współautor z Wacławem Jędrzejewiczem, wstęp Zbigniew Brzeziński), Zakład Narodowy im. Ossolińskich, Wrocław 1994.
- Kościuszko, we are here! American pilots of the Kościuszko Squadron in defense of Poland, 1919–1921, McFarland, Jefferson 2002.
- Józef Piłsudski w Krakowie, Fundacja CDCN, Księgarnia Akademicka, Kraków 2003.
- Lista strat Legionów Polskich 1914–1918 (współautor z Kamilem Stepanem i Kajetanem Stefanowiczem), Księgarnia Akademicka i Fundacja Centrum Dokumentacji Czynu Niepodległościowego, Kraków 2006.
- Józef Piłsudski, Świat Książki, Warszawa 2007.
- Do niepodległości (współautor z Markiem Ciskiem), Świat Książki, Warszawa 2008.
- Granice Rzeczpospolitej i wojna polsko-bolszewicka w świetle amerykańskich raportów dyplomatycznych i wojskowych (1919–1921), Księgarnia Akademicka, Kraków 2012.
- Słownik Legionistów Polskich 1914–1918 (współautor z Ewą Kozłowską i Łukaszem Wieczorkiem), t. 1. i 2., Oficyna Wydawnicza Volumen, Stowarzyszenie Przyjaciół Zalesia Górnego, Kraków-Warszawa-Zalesie Górne 2017–2018.